# 布里永 (曼恩-卢瓦尔省)
布里永（法語：Brion，法語發音：[bʁijɔ̃] ⓘ）是法国曼恩-卢瓦尔省的一个旧市镇，属于昂热区。2016年1月1日，布里永和相邻的另外2个市镇合并为新市镇莱布瓦当茹。

## 地理
布里永（47°26'30"N, 0°9'25"W）面积28.29 平方千米，位于法国卢瓦尔河地区大区曼恩-卢瓦尔省，该省份为法国西部内陆省份，大致对应安茹地区，北起顺时针与马耶讷省、萨尔特省、安德尔-卢瓦尔省、维埃纳省、德塞夫勒省、旺代省、大西洋卢瓦尔省和伊勒-维莱讷省接壤。
与布里永接壤的市镇（或旧市镇、城区）包括：安茹地区博福尔、屈翁、莱布瓦当茹、拉朗德沙勒、隆盖-瑞梅勒。

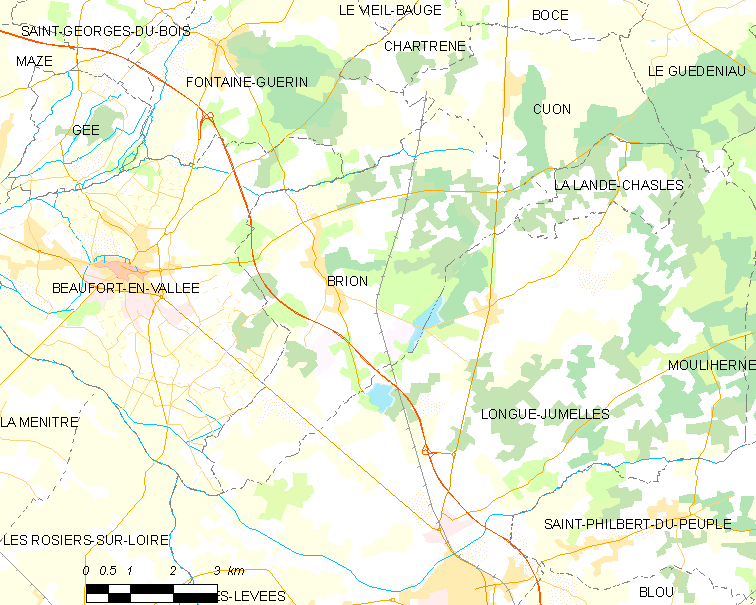
的OSM定位图

布里永的时区为UTC+01:00、UTC+02:00（夏令时）。

## 行政
布里永的邮政编码为49250，INSEE市镇编码为49049。

## 政治
布里永所属的省级选区为安茹地区博福尔县。

## 人口

1962-2008年间人口变化图示

布里永于2018年1月1日时的人口数量为1196人。